# راجنار كلافان
راجنار كلافان (بالإستونية: Ragnar Klavan)‏ (مواليد 30 أكتوبر 1985) لاعب كرة قدم إستوني ، يلعب حاليًا لنادي بايده لينامسكوند الذي ينشط ب‍دوري إستونيا الممتاز في مركزي قلب الدفاع والظهير الأيسر.

## الألقاب والإنجازات

### على مستوى الأندية

#### فلورا تالين
- الدوري الإستوني الممتاز: 2003
- كأس السوبر الإستوني: 2003

#### إيه زد ألكمار
- الدوري الهولندي الممتاز: 2008–2009

### على المستوى الفردي
جائزة لاعب العام الإستوني: 2012 ، 2014 ، 2015.

## روابط خارجية
- راجنار كلافان على موقع الاتحاد الدولي (مؤرشف)  (الإنجليزية)
- راجنار كلافان على موقع الاتحاد الأوربي (الإنجليزية)
- راجنار كلافان على موقع اتحاد إستونيا (الإنجليزية)
- راجنار كلافان على موقع قاعدة بيانات كرة القدم.إي يو (الإنجليزية)
- راجنار كلافان على موقع ناشيونال فوتبول تيمز (الإنجليزية)
- راجنار كلافان على موقع Soccerbase.com (لاعب) (الإنجليزية)
- راجنار كلافان على موقع Soccerway.com (الإنجليزية)
- راجنار كلافان على موقع عالم كرة القدم.نت (الإنجليزية)